# 森特桑威奇 (新罕布什爾州)
森特桑威奇（英語：Center Sandwich）是位於美國新罕布什爾州卡羅爾縣的普查規定居民點。

## 人口
根據2020年美國人口普查的數據，森特桑威奇的面積為1.53平方千米，皆為陸地。當地共有人口156人，而人口密度為每平方千米101.96人。